# 50 kilomètres marche aux championnats du monde d'athlétisme 1999
Navigation
Athènes 1997 Edmonton 2001
L'épreuve du 50 kilomètres marche des championnats du monde d'athlétisme 1999 s'est déroulée le 25 août 1999 dans les rues de Séville, en Espagne. Elle est remportée par l'Italien Ivano Brugnetti.

## Résultats
| Rang               | Athlète                 | Pays             | Temps           | Notes |
| ------------------ | ----------------------- | ---------------- | --------------- | ----- |
| Médaille d'or      | Ivano Brugnetti         | Italie           | 3 h 47 min 54 s | PB    |
| Médaille d'argent  | Nikolay Matyukhin       | Russie           | 3 h 48 min 18 s |       |
| Médaille de bronze | Curt Clausen            | États-Unis       | 3 h 50 min 55 s |       |
| 4                  | Valentí Massana         | Espagne          | 3 h 51 min 55 s |       |
| 5                  | Robert Ihly             | Allemagne        | 3 h 53 min 47 s |       |
| 6                  | Arturo Di Mezza         | Italie           | 3 h 53 min 50 s |       |
| 7                  | Craig Barrett           | Nouvelle-Zélande | 3 h 54 min 38 s |       |
| 8                  | Yang Yongjian           | Chine            | 3 h 55 min 23 s | PB    |
| 9                  | René Piller             | France           | 3 h 56 min 39 s |       |
| 10                 | Modris Liepins          | Lettonie         | 3 h 57 min 11 s |       |
| 11                 | Theodoros Stamatopoulos | Grèce            | 3 h 58 min 37 s | PB    |
| 12                 | Dion Russell            | Australie        | 3 h 59 min 23 s |       |
| 13                 | Aleksandar Raković      | Yougoslavie      | 3 h 59 min 56 s |       |
| 14                 | Ma Hongye               | Chine            | 4 h 01 min 28 s |       |
| 15                 | Fumio Imamura           | Japon            | 4 h 01 min 47 s |       |
| 16                 | Milos Holusa            | Tchéquie         | 4 h 03 min 20 s |       |
| 17                 | Spiridon Kastanis       | Grèce            | 4 h 03 min 59 s |       |
| 18                 | Wang Yinhang            | Chine            | 4 h 04 min 57 s |       |
| 19                 | Roman Magdziarczyk      | Pologne          | 4 h 05 min 10 s |       |
| 20                 | Gyula Dudás             | Hongrie          | 4 h 05 min 58 s |       |
| 21                 | Pedro Martins           | Portugal         | 4 h 06 min 31 s |       |
| 22                 | Bengt Bengtsson         | Suède            | 4 h 09 min 34 s |       |
| 23                 | Carlos Mercenario       | Mexique          | 4 h 09 min 40 s |       |
| 24                 | Denis Franke            | Allemagne        | 4 h 10 min 16 s |       |
| 25                 | Pascal Servanty         | France           | 4 h 11 min 02 s |       |
| 26                 | Santiago Pérez          | Espagne          | 4 h 11 min 30 s |       |
| 27                 | Akihiko Koike           | Japon            | 4 h 18 min 43 s |       |
| 28                 | Jeff Cassin             | Irlande          | 4 h 20 min 43 s |       |
| 29                 | Klaus David Jensen      | Danemark         | 4 h 32 min 06 s |       |
| —                  | Joel Sánchez            | Mexique          | DNF             |       |
| —                  | Trond Nymark            | Norvège          | DNF             |       |
| —                  | Valentin Kononen        | Finlande         | DNF             |       |
| —                  | Jesús Ángel García      | Espagne          | DNF             |       |
| —                  | Viktor Ginko            | Biélorussie      | DNF             |       |
| —                  | Giovanni Perricelli     | Italie           | DNF             |       |
| —                  | Yevgeniy Shmalyuk       | Russie           | DNF             |       |
| —                  | Sergey Korepanov        | Kazakhstan       | DNF             |       |
| —                  | Sylvain Caudron         | France           | DNF             |       |
| —                  | Miguel Rodríguez        | Mexique          | DNF             |       |
| —                  | Peter Tichy             | Slovaquie        | DQ              |       |
| —                  | Denis Trautmann         | Allemagne        | DQ              |       |
| —                  | Daugvinas Zujus         | Lituanie         | DQ              |       |
| —                  | Jacob Sørensen          | Danemark         | DQ              |       |
| —                  | Tomasz Lipiec           | Pologne          | DQ              |       |
| —                  | Zoltán Czukor           | Hongrie          | DQ              |       |
| —                  | Aigars Fadejevs         | Lettonie         | DQ              |       |
| —                  | German Skurygin         | Russie           | DQ              |       |
| —                  | Andrew Hermann          | États-Unis       | DQ              |       |
| —                  | Tim Berrett             | Canada           | DQ              |       |
| —                  | Robert Korzeniowski     | Pologne          | DQ              |       |
| —                  | Allen Heppner           | États-Unis       | DQ              |       |
| —                  | Igor Kollár             | Slovaquie        | DQ              |       |

## Légende
Records et Performances
- AR : Record continental (area record)
- CR : Record des championnats (championship record)
- MR : Record du meeting (meet record)
- NR : Record national (national record)
- OR : Record olympique (olympic record)
- PR : Record paralympique (paralympic record)
- PB : Record personnel (personal best)
- SB : Meilleure performance personnelle de la saison (season's best)
- WL : Meilleure performance mondiale de l'année (world leader)
- WJR : Record du monde junior (world junior record)
- WR : Record du monde (world record)

Circonstances et Conditions
- DNF : N'a pas terminé (did not finish)
- DNS : N'a pas pris le départ (did not start)
- DQ : Disqualification (disqualification)
- NM : Aucun essai valable enregistré (No Mark)
- Q : Qualifié « directement » au prochain tour (ou à la prochaine compétition), lors d'une compétition majeure, grâce au classement ou à la réalisation des minima (automatic qualifier)
- q : Qualifié au prochain tour (ou à la prochaine compétition), lors d'une compétition majeure, grâce au repêchage ou à la réalisation de l'une des meilleures performances parmi celles des « non qualifiés directement » (grâce au meilleur temps ou à la meilleure distance par exemple) (secondary qualifier)